# Barracuda (nummer)
Barracuda is een nummer van de Amerikaanse band Heart. Het nummer verscheen op hun album Little Queen uit 1977. In mei van dat jaar werd het nummer uitgebracht als de eerste single van het album.

## Achtergrond
Zangeres Ann Wilson vertelde dat Barracuda gaat over de boze gevoelens van de band tegenover hun platenmaatschappij Mushroom Records, die als publiciteitsstunt een verzonnen verhaal uitbracht over een relatie tussen Ann en haar zus Nancy Wilson. Het nummer focust voornamelijk op de boosheid van Ann naar een man die na een concert na haar toe kwam en vroeg hoe het met haar "geliefde" ging. Oorspronkelijk dacht zij dat hij vroeg naar haar vriend, bandmanager Michael Fisher. Ann werd boos toen de man zei dat hij naar Nancy vroeg en ging terug naar haar hotelkamer, waar zij de eerste tekst van het nummer schreef.
Naar aanleiding van dit incident, in combinatie met de moeilijke contractuele besprekingen tussen Heart en Mushroom, besloot de band om te stoppen met het album waar zij op dat moment aan werkten, Magazine, en een contract te tekenen met de nieuwe platenmaatschappij Portrait Records om het album Little Queen uit te brengen. Desondanks bracht Mushroom het album Magazine toch uit, hoewel het niet af was. Producer Mike Flicker vertelde over deze situatie en de impact op het nummer: Barracuda werd conceptueel gecreëerd uit veel van deze onzin van platenmaatschappijen. Barracuda kan iedereen zijn, van de lokale promotor tot de baas van de platenmaatschappij. Dat is de barracuda. Het werd geboren uit die complete ervaring."
Barracuda werd een wereldwijde hit, maar successen varieerden per land. In de Verenigde Staten bereikte het de elfde plaats in de Billboard Hot 100, maar in het Verenigd Koninkrijk behaalde het geen hitlijsten. In Zuid-Afrika en Canada behaalde het respectievelijk de eerste en tweede plaats. In Nederland kwam het nummer niet in de Top 40 terecht en bleef het steken op de vierde plaats in de Tipparade, maar het stond wel twee weken in de Nationale Hitparade met een 29e plaats als hoogste notering. In Vlaanderen stond het nummer een week op de dertigste plaats in de BRT Top 30. Het nummer is onder meer gecoverd door The Dismemberment Plan voor een serie van het online mediaplatform The A.V. Club en door Lea Michele en Adam Lambert in de televisieserie Glee.

## Hitnoteringen

### Nationale Hitparade
| Hitnotering: 23-07-1977 t/m 30-07-1977 | Hitnotering: 23-07-1977 t/m 30-07-1977 | Hitnotering: 23-07-1977 t/m 30-07-1977 | Hitnotering: 23-07-1977 t/m 30-07-1977 |
| Week                                   | 1                                      | 2                                      |                                        |
| -------------------------------------- | -------------------------------------- | -------------------------------------- | -------------------------------------- |
| Positie                                | 29                                     | 29                                     | uit                                    |

### NPO Radio 2 Top 2000
| Nummer met noteringen in de NPO Radio 2 Top 2000 | '16  | '17  | '18  | '19  | '20  | '21  | '22  | '23  | '24  |
| ------------------------------------------------ | ---- | ---- | ---- | ---- | ---- | ---- | ---- | ---- | ---- |
| Barracuda                                        | 1208 | 1005 | 1205 | 1182 | 1249 | 1236 | 1065 | 1095 | 1017 |

1. ↑  Een vetgedrukt getal geeft de hoogste notering aan.
2. ↑  2016 was het eerste jaar met een notering voor dit nummer.